# Село Мухаметжана Туймебаева
Мухаметжана Туймебаева (каз. Мұхаметжан Түймебаев, до 1999 года — Ащибулак) — село в Илийском районе Алматинской области Казахстана. Административный центр Ащибулакского сельского округа. Код КАТО — 196833100.
Названо именем Героя Социалистического Труда Мухаметжана Туймебаева.

## Население
В 1999 году население села составляло 6541 человек (3162 мужчины и 3379 женщин). По данным переписи 2009 года в селе проживало 10312 человек (5135 мужчин и 5177 женщин).